# Мидзуки, Нана
Нана Мидзуки (яп. 水樹 奈々 Мизуки Нана) (урожденная Нана Кондо (яп. 近藤 奈々 Кондо: Нана)) — японская певица и сэйю. Родилась 21 января 1980 года в Ниихаме, префектура Эхиме, Япония. В 2006 году заняла 13 место в ежегодном гран-при журнала Animage.
Семь её альбомов — Ultimate Diamond, Impact Exciter, The Museum, The Museum II, Rockbound Neighbors, Supernal Liberty, Smashing Anthems стали золотыми в Японии.
Нана Мидзуки озвучила Нанами Мадобэ, японского маскота ОС Windows 7, в имени талисмана используется игра слов («Nana» значит «семь»).
Мидзуки стала первой сэйю, попавшей в национальный японский чарт альбомов и синглов Oricon с момента его создания в 1968 году.
21 января 2011 года в честь 10-летия её певческой карьеры она выпустила свою первую автобиографию под названием Shin Ai. 6 февраля 2011 года Мидзуки выиграла награду Billboard Japan Music Awards — Top Pop Artists 2010 в Японии вместе с 4 другими артистами: AKB48, Каной Нисино, SID и EXILE.

## Биография
Родилась в городе Ниихама префектуры Эхиме. С раннего детства мечтала стать певицей: с пяти лет занималась уроками вокала и фортепиано. До 15 лет участвовала в музыкальных конкурсах, исполняя песни в жанре энка, в том числе, в 1994 году выиграла Национальный Конкурс Энки в Токио. После этого поступила в старшую школу Хорикоси, параллельно обучаясь на факультете тарэнто в Университете Ёёги, который закончила одновременно с Хорикоси в марте 1998 года. После окончания Хорикоси получила приз TRAIT— 2 за успеваемость. До прихода на лейбл King Records сотрудничала с другой студией, которая обанкротилась в конце 90-х годов. Также Мидзуки пришлось в течение пяти лет терпеть сексуальные домогательства со стороны своего преподавателя по вокалу и музыке.
В июле 2020 года объявила о своём браке, а в ноябре 2020 года — о беременности.

## Карьера
В 1993 году исполнила песню «Tsugazakura», посвящённую руднику Бессин.  В 1997 году Мидзуки впервые озвучила персонажа, получив роль Тисато Кадокуры в игре Noël: La Neige, в 1998 году выпустила сингл персонажа depart chisato×nana. 6 декабря 2000 года подписала контракт с лейблом King Records и выпустила свой первый сингл Omoi. Официальным продюсером Мидзуки является Акио Мисима, который помог ей разорвать контракт с предыдущим лейблом. Мидзуки известна своими ролями в аниме Sister Princess, «Наруто», Magical Girl Lyrical Nanoha, Rosario+Vampire, Itazura no Kiss и других. В феврале 2011 года получила приз Billboard Japan Music Awards 2010 за песню «Phantom Minds». В начале декабря 2011 года провела концерт в «Токио Доум» в честь десятилетия с начала карьеры.
Работала диктором с 2008 года по 2015 года на программе MUSIC JAPAN. В июле 2005 года первый раз приняла участие в концерте Animelo Summer Live, посвящённом индустрии аниме.
В 2007 году получила приз Seiyu Awards в номинации «Лучшая песня».
Нана Мидзуки — первая сэйю, которая смогла провести концерты в таких местах как «Ниппон Будокан», «Себуи Доум», «Токио Доум», стадион «Хансин Косиэн», «Сайтама Супер Арена», «Осакадзё Холл», Стадион «Иокогама», «Иокогама Арена», Chiba Marine Staduim, национальный стадион «Ёёги» и в других.
3 июня 2009 года выпустила седьмой альбом Ultimate Diamond, который стал золотым в Японии, распродавшись количеством 104 тысяч копий.
С 2009 года по 2014 год принимала участие в новогоднем концерте «Кохаку ута гассэн».
В мае 2013 года сотрудничала с певцом Таканори Нисикавой, выступающим под псевдонимом T.M. Revolution, выпустив совместные синглы Preserved Roses и Kakumei Dualism, за которые они получили награду Japan Record Awards.
7 июля 2013 года Мидзуки устроила тур по всей Японии, закончив его в конце ноября 2013 года в городе Тайбэй.
16 апреля 2014 года выпустила альбом под названием SUPERNAL LIBERTY, продажи которого превзошли продажи седьмого альбома.
В декабре 2015 года объявила о втором концерте в «Токио Доум», который прошёл с 9 по 10 апреля 2016 года.
22 сентября 2016 года в первый раз провела долгожданный ею концерт на стадионе «Хансин Косиэн». В октябре этого же года была приглашена на передачу MTV Unplugged канала MTV Japan, в которой провела свой небольшой концерт.
2 апреля 2017 года в городе Идзумо провела своё специальное выступление рядом с одной из старейших и важнейших синтоистских святилищ Японии Идзумо тайся. С 26 июля по 25 августа 2017 года играла на сцене Императорского театра в известнейшем мюзикле Beautiful главную героиню Кэрол Кинг в двойной роли с певицей Аякой Хирахарой.

## Работы

### ТВ
| 1998 | - Flint the Time Detective — Ямато Сора |
| 1999 | - Shin Hakkenden — Сая |
| 2000 | - Love Hina — Нямо Намо |
| 2001 | - Detective Conan — «Боунз» лавочник (эпизод 242) - Mamimume Mogacho — Мако-тян - Sister Princess — Ария - «Король-шаман» — Тамао Тамамура, Короро |
| 2002 | - Gravion — Мариния - Happy Lesson — Минадзуки Рокумацури - Princess Tutu — Руэ Куроха / Принцесса Крэру - Samurai Deeper Kyo — Мика - Seven of Seven — Нана Судзуки - Sister Princess: Re Pure — Ария - Tenchi Muyo! GXP — Нэдзю На Мэлмас - «Наруто» — Хината Хюга |
| 2003 | - Beast Fighter the Apocalypse — Аяка Сандерс - Bottle Fairy — Куруру - F-Zero GP Legend — Люси Либерти - Gravion Zwei — Мариния - Happy Lesson Advance — Минадзуки Рокумацури - «Стальной алхимик» — Гнев |
| 2004 | - 2x2=Shinobuden — Синобу - Ichigo 100 % Special — Юи Минамото - Magical Girl Lyrical Nanoha — Фэйт Тестаросса - Pokemon: Advanced Generation — Поварун (эпизод 83) - Ragnarok The Animation — Юфа - Tactics — Судзу Эдогава - «Агент Паранойи» — Таэко Хирукава (эпизод 6) |
| 2005 | - Canvas 2: Niji Iro no Sketch — Рурико Мисоно (эпизод 8) - Elemental Gelade — Цискуа - Guyver: The Bioboosted Armor — Мидзуки Сэгава - Ichigo 100% — Юи Минамото - Jigoku Shōjo — Цугуми Сибата - Koi Koi Seven — Яёй Асука (Celonius 28) - Magical Canan — Саяка Мидзусиро - Magical Girl Lyrical Nanoha A’s — Фэйт Тестаросса; Алисия Тестаросса - Yakitate!! Japan — Софи Бальзак Кирисаки (эпизоды 30, 31) - «Василиск» — Оборо                                                                         |
| 2006 | - Inukami! — Кэй Синдо (эпизоды 12 и 13) - Jigoku Shōjo: Futakomori — Цугуми Сибата - Jyu Oh Sei — Тиз - Kagihime Monogatari Eikyū Alice Rondo — Аканэ Акацуки (эпизод 4) - Majime ni Fumajime: Kaiketsu Zorori — Мартина - Kiba — Роя - Simoun — Моринас - Tsuyokiss Cool×Sweet — Сунао Коноэ - Yoshinaga-san Chi no Gargoyle — Лили - «Клинок ведьм» — Мария |
| 2007 | - Ayakashi — Эйму Ёакэ - Darker than Black — Мисаки Кирихара - Dragonaut - The Resonance — Сиглинда Баумгард - Engage Planet Kiss Dum — Юно Рукина - Magical Girl Lyrical Nanoha Strikers — Фэйт Тестаросса\|Фэйт.T.Харлаон - MapleStory — Кронэ - Minami-ke — Тома Минами - Mokke — Мидзуки Хибара - Shining Tears X Wind — Канон Сээна - Shinkyoku Sōkai Polyphonica — Югири Пэрсэртэ - «Клеймор» — Рифул - «Наруто: Ураганные хроники» — Хината Хюга - «Характеры-хранители» — Утау Хосина / Утау Цукиёми |
| 2008 | - Allison to Lillia — Эллисон Уиттингтон; Лиллия Уиттингтон-Шульц - Hakushaku to Yōsei — Лидия Карлтон - Jigoku Shōjo Mitsuganae — Цугуми Сибата - Itazura na Kiss — Котоко Айхара (Ириэ) - Junjo Romantica: Pure Romance — Каоруко Усами (эпизод 22) - Kyōran Kazoku Nikki — Оазис (эпизод 22) - Minami-ke: Okawari — Тома Минами - Rosario + Vampire — Мока Акасия - Rosario + Vampire Capu2 — Мока Акасия - Shugo Chara!! Doki— — Утау Хосина                                                             |
| 2009 | - Aoi Bungaku Series — Акико (эпизод 5-6) - Darker Than Black: Ryūsei no Gemini — Мисаки Кирихара - Kämpfer — Кандэн Яманэко - Minami-ke: Okaeri — Тома Минами - Rideback — Рин Огата - Shinkyoku Sōkai Polyphonica Crimson S — Югири Пэрсэртэ - Shugo Chara!!! Dokki Doki — Утау Хосина - Tegami Bachi — Сильветта Суэде - White Album — Рина Огата - «Стальной алхимик: Братство» — Лан Фан |
| 2010 | - Kuroshitsuji II — Алоис Транси - HeartCatch PreCure! — Цубоми Ханасаки / Кьюа Блоссом - Tegami Bachi: Reverse — Сильветта Суэде |
| 2011 | - Blood-C — Сая Кисараги - Dog Days — Рикотта Элмар - Hourou Musuko — Нитори Махо - Kampfer für die Liebe — Кандэн Яманэко - Toriko — Тина |
| 2012 | - Dog Days’ — Рикотта Элмар, Нанами Такацуки - Jinrui wa Suitaishimashita — Пион - Magi: The Labyrinth of Magic — Рэн Хякуи - Medaka Box Abnormal — Адзиму Надзими - Senki Zesshou Symphogear — Цубаса Кадзанари - Zetsuen no Tempest — Евангелина Ямамото |
| 2013 | - Kara no Kyōkai — Мисая Одзи - Magi: The Kingdom of Magic — Рэн Хякуи - Minami-ke Tadaima — Тома Минами - Senki Zesshō Symphogear G — Цубаса Кадзанари - Valvrave the Liberator — Кримхильд |
| 2014 | - Cross Ange — Анджелиза Икаруга Мицуруги/Андж - Nobunaga Concerto — Китё |
| 2015 | - Blood Blockade Battlefront — Мишелла Уотч - Concrete Revolutio — Кампе - Dog Days’’ — Рикотта Элмар, Нанами Такацуки - Gunslinger Stratos — Куми Минаката - Junjou Romantica — Каоруко Усами - Magical Girl Lyrical Nanoha ViVid — Фэйт Тестаросса\|Фэйт.T.Харлаон - Senki Zesshō Symphogear GX — Цубаса Кадзанари - Ushio to Tora — Хинова Сэкимори - «Семь смертных грехов» — Маргарет Лионесс |
| 2016 | - Akagami no Shirayukihime — Тору - Concrete Revolutio: The Last Song — Кампе - Idol Memories — Сёко Сираюки - Kono Bijutsubu ni wa Mondai ga Aru! — Юмэко Татибана - Love Live! Sunshine!! — Мама Рико Сакураути - Monster Hunter Stories: Ride On — Симонэ - Ushio to Tora — Хинова Сэкимори - Working!! — Кисаки Кондо |
| 2017 | - Black Clover — Ванесса Инотэка - Blood Blockade Battlefront & Beyond — Мишелла Уотч - Boruto: Naruto Next Generations — Хината Удзумаки - Jigoku Shōjo: Yoi no Togi — Цугуми Сибата (4 эпизод) - Senki Zesshō Symphogear AXZ — Цубаса Кадзанари - The Silver Guardian — Фобэ - Warau Salesman NEW — Тикако Симаи |
| 2018 | - Basilisk: Ouka Ninpouchou — Рассказчица - Ken En Ken Aoki Kagayaki — Фу Инь - Nanatsu no Taizai: Imashime no Fukkatsu — Маргарет Лионесс - PERSONA 5 the Animation — Энн Такамаки - Pop Team Epic — Попуко (11 серия) - Waka Okami wa Shōgakusei! — Мацуки Акино - «Необъятный океан» — Кая Мидзуки |
| 2019 | - Dororo — Мио - Kono Oto Tomare! — Исаки Кудо - Manaria Friends — Ханна - «One Piece. Большой куш» — Комурасаки - Senki Zesshō Symphogear XV — Цубаса Кадзанари |
| 2021 | - Digimon Ghost Game — Сиренмон (6 эпизод) - Kanashiki Debu Neko-chan — Мадонна - «Двуличный братик Урамити» — Утано Тадано - «Не дразни меня, Нагаторо-сан!» — глава кружка рисования |
| 2022 | - Tomodachi Game — Рэйко Тамаи - Urusei Yatsura — Курама |
| 2023 | - Dekoboko Majo no Oyako Jijō — Виола |
| 2024 | - Highspeed Etoile — Элис Саммэвуд - Urusei Yatsura — Курама |

### OVA
| 2001 | - Happy Lesson OVA — Минадзуки Рокумацури - Love Hina Spring Special — Нямо Намо - Memories Off 2nd — Хотару Сиракава                                                                                 |
| 2002 | - Generation of Chaos Next — Родзи |
| 2003 | - Memories Off 2nd Special: Nocturne — Хотару Сиракава |
| 2004 | - Happy Lesson The Final — Минадзуки Рокумацури - Hourglass of Summer — Кахо Сэридзава - Memories Off 3.5 — Хотару Сиракава - King of Bandit Jing in Seventh Heaven — Касус (эпизод 2)                |
| 2005 | - Ichigo 100 % OVA — Юи Минамото - Fighting Fantasy Girl Rescue Me! Mave-chan — Мэйв-тян |
| 2006 | - Baldr Force EXE Resolution — Рянг - Fullmetal Alchemist: Premium Collection — Гнев - Fullmetal Alchemist: Seven Homunculi vs State Alchemist — Гнев                                                 |
| 2007 | - Tales of Symphonia: The Animation — Колэтте Брунел - Tokyo Marble Chocolate — Тидзуру |
| 2009 | - Saint Seiya: The Lost Canvas — Пандора - Minami-ke: Betsubara — Тома Минами - Shoujo Fight: Norainu-tachi no Odekake — Нэру Ооиси                                                                   |
| 2010 | - Tales of Symphonia: Tethe'alla Hen — Колэтте Брунел - Bungaku Shoujo: Memoire — Нанасе Котобуки |
| 2011 | - Saint Seiya: The Lost Canvas — Meiō Shinwa 2 — Пандора - Supernatural: The Animation — Мэг Мастерз - Kämpfer für die Liebe — Канден Яманеко - Tales of Symphonia: The United World — Колэтте Брунел |
| 2012 | - Minami-ke Omatase — Тома Минами |
| 2014 | - Terra Formars — Мария Вирэн |
| 2015 | - Blood Blockade Battlefront — Мишелла Уотч |
| 2016 | - The Day Naruto Became Hokage — Хината Удзумаки - Persona 5: The Day Breakers — Энн Такамаки |
| 2019 | - Is the Order a Rabbit?? 〜Sing For You〜 — Саки Кафу |
| 2020 | - 5th Tenchi Muyo! — Неджу На Мелмас |

### Полнометражная анимация
| 2002 | - Welcome to Pia Carrot: Sayaka no Koi-monogatari — Норико Сима |
| 2004 | - Naruto the Movie: Konoha Sports Festival — Хината Хюга - Pokémon: Destiny Deoxys — Авдрей |
| 2005 | - Fullmetal Alchemist the Movie: Conqueror of Shamballa — Гнев |
| 2007 | - Naruto: Shippūden the Movie — Хината Хюга - Jojo’s Bizarre Adventure: Phantom Blood — Эрина Пендлетон |
| 2008 | - Kara no Kyōkai: The Garden of Sinners — Мисая Одзи - Gekijouban Naruto Shippuuden: Kizuna — Хината Хюга |
| 2009 | - Keroro Gunso the Super Movie 4: Gekishin Dragon Warriors — Сион - Detective Conan: The Raven Chaser — Репортёр Ёсии - Professor Layton and the Eternal Diva — Дженус Куатлейн - Gekijouban Naruto Shippuuden: Hi no Ishi o Tsugu Mono — Хината Хюга |
| 2010 | - Book Girl — Нанасэ Котобуки - Magical Girl Lyrical Nanoha The Movie 1st — Фэйт Тестаросса / Алисия Тестаросса - Pretty Cure All Stars DX2: Light of Hope☆Protect the Rainbow Jewel! — Цубоми Ханасаки / Кьюа Блоссом - Fashion Show in the Flower Capital… Really?! — Цубоми Ханасаки / Кьюа Блоссом |
| 2011 | - Tezuka Osamu no Buddha -Akai Sabaku yo! Utsukushiku- — Мигайла - Pretty Cure All Stars DX3: Deliver the Future! The Rainbow~Colored Flower That Connects the World! — Цубоми Ханасаки / Кьюа Блоссом - Pocket Monsters Best Wishes! The Movie: Victini and the Black Hero: Zekrom — Виктини - Pocket Monsters Best Wishes! The Movie: Victini and the White Hero: Reshiram — Виктини                       |
| 2012 | - Pretty Cure All Stars New Stage: Friends of the Future — Цубоми Ханасаки / Кьюа Блоссом - Magic Tree House — Мама - Blood-C: The Last Dark— Сая Кисараги - Magical Girl Lyrical Nanoha The Movie 2nd A's — Фейт Тестаросса / Алисия Тестаросса - «Наруто: Путь ниндзя» — Хината Хюга - Doraemon: Nobita and the Island of Miracles ~Animal Adventure~— Корон - Fuse Teppō Musume no Torimonochō — Итэдзуру |
| 2013 | - Pretty Cure All Stars New Stage 2: Friends of the Heart — Цубоми Ханасаки / Кьюа Блоссом - Toriko Movie: Bishokushin no Special Menu — Тина - Kaiketsu Zorori Mamoru ze! Kyōryū no Tamago — Дина |
| 2014 | - Buddha 2: Tezuka Osamu no Buddha ~Owarinaki Tabi~ — Мигаила - Tiger & Bunny: The Rising — Каса Грахам - «Наруто: Последний фильм» — Хината Хюга - Pretty Cure All Stars New Stage 3: Eternal Friends — Цубоми Ханасаки / Кьюа Блоссом |
| 2015 | - Boruto: Naruto the Movie — Хината Удзумаки |
| 2016 | - Rudolf the Black Cat — Миса - Monster Strike — Артур |
| 2017 | - Magical Girl Lyrical Nanoha Reflection — Фейт Тестаросса / Леви зе Слэшер |
| 2018 | - Magical Girl Lyrical Nanoha Detonation — Фейт Тестаросса / Леви зе Слэшер - Waka Okami wa Shōgakusei! — Мицуки Акино - Dragon Ball Super: Broly — Тирей |
| 2019 | - «Связанные миры» — Юри |
| 2020 | - Monster Strike The Movie: Lucifer Zetsubō no Yoake — Артур - BEM: Become Human — Эмма |
| 2021 | - Tropical-Rouge! Pretty Cure the Movie: The Snow Princess and the Miraculous Ring! — Цубоми Ханасаки / Кьюа Блоссом - The Seven Deadly Sins: Cursed by Light — Маргарет Лайонес |
| 2022 | - Isekai Quartet: The Movie – Another World — Вера Митрохина - Dragon Ball Super: Super Hero — Тираи - Drifting Home — Сатоко Тонаи |
| 2023 | - Black Clover: Sword of the Wizard King — Ванесса Энотека - Pretty Guardian Sailor Moon Cosmos The Movie — Принцесса Какю / Сейлор Какю |

### Игры
| 1998 | - Noël: La Neige (PS) — Тисато Кадокура (дебют) |
| 1999 | - Little Witch Parfait (PC) — Рэйнетт Кирше - Little Witch Reinette (PC) — Рэйнетт Кирше |
| 2001 | - Memories Off 2nd (PS) — Хотару Сиракава - Sister Princess (PS) — Ария - Sister Princess: Pure Stories (PS) — Ария - Happy Lesson (DC) — Минадзуки Рокумацури - Generation of Chaos (PS2) — Родзи |
| 2002 | - Hourglass of Summer (PS2, PC) — Кахо Сэридзава - Reveal Fantasia (PS2) — Хейцель - Power DoLLS 5 (PC) — Эрис Титаниир - Generation of Chaos Next (PS2) — Родзи - Hime Kishi Monogatari: Princess Blue (GBA) — Карэн - Shaman King: Spirit of Shamans (PS) — Тамао Тамамура - Shaman King: Shaman King Chō Senjiryokketsu 3 (GBA) — Тамао Тамамура |
| 2003 | - Angelic Concert (PS2) — ЛеАнн Элсас - Memories Off Duet (PS2) — Хотару Сиракава - Sister Princess 2 (PS) — Ария - Tales of Symphonia (GC) — Колетта Брунел - Cupid Bistro 2 (PS2, Xbox) — Целери Перивинкль - Generation of Chaos 3 (PS2) — Родзи - Sakura: Setsugetsuka (PC) — Цукумо Нана - Fullmetal Alchemist and the Broken Angel (PS2) — Армони Эйсельштейн - Naruto: Ultimate Ninja (PS2) — Хината Хюга - Naruto: Clash of Ninja 2 (GC) — Хината Хюга                                             |
| 2004 | - You that Become A Memory: Memories Off (PC) — Хотару Сиракава - Memories Off: And Then (PS2, PC) — Хотару Сиракава - Angelic Concert Encore — ЛеАнн Элсас - Tales of Symphonia (PS2) — Колетта Брунел - Black/Matrix 00 (PS) — Лука - Lost Aya Sophia (PS2) — Сония Росси - Sequence Palladium: Hōmatsu no Tenchi (PC) — Ремирина Матороана Исютана - Fullmetal Alchemist: Dream Carnival — Гнев - Naruto: Ultimate Ninja 2 (PS2) — Хината Хюга - Naruto: Clash of Ninja 3 (GC) — Хината Хюга            |
| 2005 | - Princess Maker 4 (PS2) — Дочка - Ichigo 100 % Strawberry Diary (PS2) — Юи Минамото - Tales of the World: Narikiri Dungeon 3 (GBA) — Колетта Брунел - Elemental Gelade: Matoe, Suifu no Ken (PS2) — Цискуа - Elemental Gelade: Tozasareshi Uta (GBA) — Цискуа - Bottle Fairy: Haru.Natsu.Aki.Fuyu Sensei-san to Issho (PC) — Куруру - Naruto: Ultimate Ninja 3 (PS2) — Хината Хюга |
| 2006 | - Princess Maker 4 (PC, PSP) — Дочка - Wild Arms 5 the Vth Vanguard (PS2) — Ребекка Стрейзанд - Summon Night 4 (PS2) — Энисия - Ninkyōden Toseinin Ichidaiki (PS2) — Окото - Wrestle Angels Survivor — Рию Кикути |
| 2007 | - Tales of Fandom Vol.2 (PS2) — Колетта Брунел - Shining Wind (PS2) — Канон Сээна - Shining Force EXA (PS2) — Амиталилли - Shōkan Shōjo: ElementalGirl Calling (PS2) — Мусухи - Simoun: Shōbi Sensō — Fūin no Remersion (PS2) — Моринас - Exceed 3rd: Jade Penetrate (PC) — Ириас Реджинлейф - Atelier Lise: Alchemist of Ordre (NDS) — Лолотта Стасилла |
| 2008 | - Rune Factory 2 (NDS) — Мана - Tales of Symphonia: Dawn of the New World (Wii) — Колетта Брунел - Star Ocean: The Second Evolution (PSP) — Рэна Ленфорд - Avalon Code (NDS) — Дороти - Wrestle Angels Survivor 2 — Тисато Сакурай и Рию Кикути |
| 2009 | - Granado Espada (PC) — Мифую - Luminous Arc 3: Eyes (DS) — Эшли - Shining Force Cross (AC) — закадровый голос - Triggerheart Exelica -Enhanced- (PS2) — Фэйнтир |
| 2010 | - White Album (PS3) — Рина Огата - Naruto Shippūden: Ultimate Ninja Storm 2 (PS3, XBOX360) — Хината Хюга - Magical Girl Lyrical Nanoha A’s Portable: The Battle of Aces (PSP) — Фэйт Тестаросса - Metal Gear Solid: Peace Walker (PSP/PS3/Xbox 360) — Паз Ортега Андраде - Super Robot Taisen OG Saga: Endless Frontier Exceed (DS) — Найге Хаусен - Fullmetal Alchemist: To the Promised Day (PSP) — Лан Фан - Naruto Shippūden: Kizuna Drive (PSP) — Хината Хюга - Shining Hearts (PSP) — Максима Энфилд |
| 2011 | - Phantasy Star Portable 2 Infinity — Нагиса - Phantom Breaker — Микото Нисина - Final Fantasy Type-0 — Клейс Селестия Мисука Сансент - Magical Girl Lyrical Nanoha A's Portable: The Gears of Destiny — Фейт Тестаросса / Леви зе Слэшер - TERA — Вилик |
| 2012 | - Resident Evil: Revelations — Джессика Ширават - Shining Blade — Сакуя / Канон |
| 2013 | - Shining Ark — Виола / Серафим |
| 2014 | - Gunslinger Stratos 2 — Минаката Куми - Metal Gear Solid V: Ground Zeroes — Паз Ортэга Андрадэ - Shining Resonance — Эксэла Ноа Аура - Super Heroine Chronicle — Цубаса Кадзанари |
| 2015 | - Final Fantasy Type-0 HD — Клейс Селестия Мисука Сансент - Cross Ange tr. — Анджелиза Икаруга Мицуруги - Metal Gear Solid V: The Phantom Pain — Паз Ортэга Андрадэ - Blade Arcus from Shining EX — Сакуя |
| 2016 | - Persona 5 — Энн Такамаки - Dragon Quest Heroes II — Орнадзэ - Senki Zesshō Symphogear XD Unlimited — Цубаса Кадзанари - Innocent Bain — Томоки Мурасаки |
| 2017 | - Onmyoji — Синий фонарик, Дух персиков - Star Ocean: Anamunees— Рэнна - Pretty Cure Connecting Pandora — Цубоми Ханасаки / Кюа Блоссом - Mashiro Witch Melvin at Midnight — Каори Футака - Super Robot Taisen V — Андж - Super Robot Taisen X - Ω — Андж - Tales of Asteria — Колетта Брунел - GRANBLUE FANTASY — Ханна |
| 2018 | - Memories Off - Inocent Fille -— Хотару Сиракава - Super Robot Taisen X — Андж - Persona 5 Dancing Star Night — Ан Такамаки - FAITH — Финэ - Honkai Impact 3rd — Каллен Каслана |
| 2019 | - Catherine: Full Body— Катерина - Arknights — Mostima - Fate/Grand Order — Нагао Кагэтора |

### Drama CD
| 2001 | - Happy Lesson Drama CD — 6-летний Минадзуки Рокумацури - Memories Off Drama CD: Bridge — Хотару Сиракава |
| 2002 | - Shichinin no Nana: Side Story of Nana — Нана Судзуки - Minna de Tsukuru Memo Off! CD — Хотару Сиракава - Rusuden Memories — Хотару Сиракава - Buddy Party (audio drama segment in the radio show «Mizutama Friends») - Eien no Nohara — Нодзава Хитоми - Chūnen Shinka Plus — Идзуми Сихо - Trial Triangle — Уэхара |
| 2003 | - Junk Force — Лиза - Memories Off Drama CD: Omoide ni Kawaru Kimi — Хотару Сиракава - Shin Megami Tensei 3: Nocturne Drama CD — Татибана Тиаки - Nurse Witch Komugi — Хаясэ |
| 2004 | - Magical Girl Lyrical Nanoha Sound Stage — Фэйт Тестаросса - Memories Off Drama CD: Omoide no Partita — Хотару Сиракава - Drama CD Ichigo 100 % — Юи Минамото - Naruto drama CD series — Хината Хюга - 2x2=Shinobuden — Синобу - Rozen Maiden Drama CD — Суйсэйсэки - Ragnarok The Animation Drama CD — Юфа - Memories Off: And Then Drama CD — Хотару Сиракава - Twinkle Saber Nova — Амамия Сацуки - Tales of Symphonia: A Long Time Ago — Колетта Брунел - Black/Matrix 00 — Luca - Koi Koi 7 Drama CD — Яёй Асука (Celonius 28) - Tactics Drama CD — Судзу Эдогава - Sakura: Setsugetsuka — Цукумо Нана |
| 2005 | - Magical Girl Lyrical Nanoha A’s Sound Stage — Фэйт Тестаросса - V.B.Rose — Агэха Сирой - Itazura na Kiss — Котоко Айхара - Basilisk — Оборо - Ichigo 100 % Drama Theater — Юи Минамото - Elemental Gelade React — Цискуа - Secret of Cactus — Нами Минасэ - 1-nen 777-gumi- Харуно Корису - PrismxEgoist — Рун - Tales of Symphonia: Rodeo Ride Tour — Колетта Брунел |
| 2006 | - Magical Girl Lyrical Nanoha A’s Sound Stage 02 — Фэйт Тестаросса - Magical Girl Lyrical Nanoha A’s Sound Stage 03 — Фэйт Тестаросса - Ichigo 100 % Last Take East Side — Юи Минамото - Ichigo 100 % Last Take West Side — Юи Минамото - Yoshinaga-san Chi no Gargoyle — Лили - Rosario + Vampire — Мока Акасия - Kagihime Monogatari Eikyū Alice Rondo: Kiraha’s Story — Аканэ Акацуки (эпизод 4) - Aquarian Age Drama CD Vol.1 — Алиса - Kotonoha no Miko to Kotodama no Majo to Drama CD — Сараса |
| 2007 | - Magical Girl Lyrical Nanoha StrikerS Sound Stage 01 — Фэйт Т. Харлаон - Magical Girl Lyrical Nanoha StrikerS Sound Stage 02 — Фэйт Т. Харлаон - Magical Girl Lyrical Nanoha StrikerS Sound Stage 03 — Фэйт Т. Харлаон - Magical Girl Lyrical Nanoha StrikerS Sound Stage 04 — Фэйт Т. Харлаон - Shuraki Trinity — Товако Мидзути - V.B.Rose 2 — Агэха Сирой - Rosario + Vampire drama CD 2 — Мока Акасия - Shining Wind drama CD vol.1 — Канон Сээна - Hakushaku to Yōsei Drama CD 1 — Лидия Картон - Tōko: Demon’s Wind — Токо                                                                            |
| 2008 | - Shining Wind drama CD vol.2 — Канон Сээна - Judgement Chime — Варуна / Риэру - Shōnen Shinkaron 2 — Сихо Идзуми - Hakushaku to Yōsei Drama CD 2 — Лидия Карлтон |
| 2009 | - Magical Girl Lyrical Nanoha The MOVIE 1st Ticket CD SPECIAL — Фэйт Т. Харлаон - Ameiro Kouchakan Kandan — White Engage — Котори Сараса - Requiem et Reminiscence — Мария Клоуз |
| 2010 | - White Album Sound Stage 01 — Рина Огата - White Album Sound Stage 02 — Рина Огата - Shinakoi Drama CD — Наруками Кохару |
| 2014 | - Re:Born: The Masked Man and Princess Knight — Сапфир |
| 2016 | - Persona 5: The Night Breakers — Энн Такамаки |

## Комментарии
1. ↑  Японское слово тарэнто обозначает артистов, выполняющих примерно ту же работу, что выполняют российские шоумены.